# Народна библиотека Александровац
Народна библиотека Александровац је народна библиотека чији се почеци везују за оснивање читаонице 18. јануара 1872. године.

## Историјат
Као податак о оснивању читаонице у Александровцу (Кожтину) стоји датум 18. јануар 1872. година под називом Читаоница кожетинска.
Према извештају окружног начелника читаонице кожетинске из децембра 1874. године стоји још и да има 25 чланова, 35 комада разних књига, да прима пет листова (Београдске новине, Будућност, Глас јавности, Исток, Србске новине) и два часописа (Сион , Школа).
Читаоница кожетинска се издржавала од чланских улога и прихода од одржаних беседа, а све расходе је подмиривала сама, без помоћи општине.
У  Александровцу  1890. године први пут је отворена државна књижара и те исте године читаоница је била обогаћена књигама "Осман" од Ивана Гундулића, "Гајење и сушење шљива"  и "Мапа Балканског полуострва".
Наредне, 1891. године набављене су књиге: "Поменик знаменитим људима" од М. Милићевића у пет књига, "Гајење пернате живине" од Велимира Павловића, "Стара Србија и Македонија" од Спиридона Гопчевића и "Милош Обреновић или поглед на историју Србије од 1813. до 1839. године".
За време Првог светског рата командант места уништава наше књиге а фонд попуњава књигама које су штампане у Аустро-Угарској. Након рата крај и Александровац се постепено опорављају и године 1927 оснива се "Специјална винодељска школа за двогодишње школовање младих виноградара" која је имала стручну библиотеку до 3.200 књига.
Група напредних омладинаца, ђака, интелектуалаца, радника и занатлија обнавља Народну библиотеку у Александровцу 1928. године.
Читаоница је радила у прво време четвртком и недељом, а дежурство је добровољно, пошто није било могућности да се плаћа библиотекар.
Један од оснивача обновљене Народне библиотеке је Милутин Андрејић. Око библиотеке и читаонице настаје и прво александровачко културно-уметничко друштво.
После Другог светског рата поновно отварање и обнова библиотеке опет су везани за рад и залагање Милутина Андрејића. Он је успевао да организује њен рад и у годинама највеће кризе.
Године 1970. почела је изградња Дома културе, а његово отварање 1974. године су најпресуднији догађаји за Библиотеку.
Библиотека тада добија одговарајуће просторије. Дефинишу се потребе радних људи за књигом и културом уопште што библиотеци доноси повољну климу и све више разумевања и средстава за рад.
Библиотека је у наредном периоду обогатила своје фондове и 1978. године има више од 5.000 књига и тако се већ 1979. године приближила нормативима "једна књига по глави становника".

## Одељења Библиотеке
Библиотека у свом саставу има три одељења: 
- Дечје одељење,
- Завичајно одељење и
- Одељење за одрасле кориснике.

До пре неколико година Народна библиотека у Александровцу је имала и покретну библиотеку, Библио-бус.

## Библиотека данас
Народна библиотека у Александровцу данас поседује у свом фонду око 69.000 књига.
Народна библиотека је за свој рад добила од стране Скупштине општине Александровац 1972. године Плакету за ширење просвете и културе у комуни.